# Liste der Monuments historiques in Glaire
Die Liste der Monuments historiques in Glaire führt die Monuments historiques in der französischen Gemeinde Glaire auf.

## Liste der Immobilien
| Bezeichnung         | Beschreibung | Standort                               | Kennzeichnung | Schutzstatus | Datum     | Bild           |
| ------------------- | --- | -------------------------------------- | ------------- | ------------ | --------- | -------------- |
| Château de Villette | befestigtes Schloss, zweite Hälfte des 16. Jahrhunderts, im 18. und 19. Jahrhundert umgebaut und erweitert; einschließlich der Wirtschaftsgebäude, des Taubenturms, des Parks und der Zugangsallée | Villette, chemin de la Villette (Lage) | PA00132579    | Inscrit      | 1994 1996 | weitere Bilder |

## Liste der Objekte
| Bezeichnung                         | Beschreibung                                                                                                  | Standort                             | Kennzeichnung | Schutzstatus | Datum | Bild |
| ----------------------------------- | --- | ------------------------------------ | ------------- | ------------ | ----- | ---- |
| Taufbecken                          | Stein, 16. Jahrhundert                                                                                        | Iges, in der Kirche St-Martin (Lage) | PM08000276    | Classé       | 1970  |      |
| Monstranz (1)                       | Metall, versilbert, 1883 von Adrien Brigaud; in der Kirche St-Martin in Glaire deponiert                      | Iges, in der Kirche St-Martin (Lage) | PM08001126    | Inscrit      | 1978  |      |
| Skulptur Madonna mit Kind und Vogel | Eichenholz, 14. Jahrhundert; in der Kirche St-Martin in Glaire deponiert                                      | Iges, in der Kirche St-Martin (Lage) | PM08001125    | Inscrit      | 1978  |      |
| Monstranz (2)                       | Silber, Kupfer, vergoldet, um 1900; in der Kirche St-Martin in Glaire deponiert                               | Iges, in der Kirche St-Martin (Lage) | PM08001124    | Inscrit      | 1978  |      |
| Monstranz (3)                       | Metall, vergoldet, Silber, vergoldet, Glas, 1918 von Léon Geneau; in der Kirche St-Martin in Glaire deponiert | Iges, in der Kirche St-Martin (Lage) | PM08001127    | Inscrit      | 1978  |      |